# 山森英司
山森 英司（やまもり えいじ、1967年 - ）は日本のアニメーター。主に『平成狸合戦ぽんぽこ』以降のスタジオジブリ作品を手掛けた。
漫画家・山森ススムの次男にあたる。

## 参加作品

### テレビアニメ
- ロミオの青い空（1995年）原画
- MASTERキートン（1999年）原画
- BECK（2004年）原画
- ケロロ軍曹（2004年）原画
- ドラえもん（2016年 - ）原画・キャラ設定
- ゴジラ S.P ＜シンギュラポイント＞（2021年）怪獣デザイン・原画

### Webアニメ
- 亡念のザムド（2009年）原画

### OVA
- 茄子 スーツケースの渡り鳥（2007年）原画
- やっぱり海が好き2 ～友情～（2017年）原画

### 劇場アニメ
- 平成狸合戦ぽんぽこ（1994年）動画
- 耳をすませば（1995年）動画
- On Your Mark（1995年）動画
- もののけ姫（1997年）原画
- ホーホケキョ となりの山田くん（1999年）原画
- 千と千尋の神隠し（2001年）原画
- 猫の恩返し（2002年）作画監督補
- ギブリーズ episode2（2002年）原画
- ドラえもん のび太とふしぎ風使い（2003年）原画
- ハウルの動く城（2004年）原画
- ゲド戦記（2006年）原画
- 崖の上のポニョ（2008年）原画
- 借りぐらしのアリエッティ（2010年）原画
- コクリコ坂から（2011年）原画
- 風立ちぬ（2013年）原画
- かぐや姫の物語（2013年）塗線作画
- 思い出のマーニー（2014年）
- 映画ドラえもん のび太の宇宙英雄記（2015年）原画
- クレヨンしんちゃん オラの引越し物語 サボテン大襲撃（2015年）原画
- クレヨンしんちゃん 爆睡!ユメミーワールド大突撃（2016年）原画
- 映画ドラえもん 新・のび太の日本誕生（2016年）原画
- 映画ドラえもん のび太の南極カチコチ大冒険（2017年）原画
- メアリと魔女の花（2017年）原画
- 映画ドラえもん のび太の宝島（2018年）原画
- 映画ドラえもん のび太の月面探査記（2019年）原画
- 映画ドラえもん のび太と空の理想郷（2023年）おまけ映像
- 映画ドラえもん のび太の地球交響楽（2024年）サブキャラクターデザイン・原画・ED原画
- 映画ドラえもん のび太の絵世界物語（2025年）原画

### ゲーム
- 二ノ国 漆黒の魔導士（2010年）原画